# Вольф, Альбер
Альбер Луи Вольф (фр. Albert Louis Wolff; 19 января 1884, Париж — 20 февраля 1970, Париж) — французский дирижёр и композитор.
Родился в семье нидерландского происхождения. Окончил в 1906 году Парижскую консерваторию, ученик Поля Видаля (композиция), Ксавье Леру (гармония), Андре Жедальжа (контрапункт). Одновременно играл на фортепиано в парижских кабаре и на органе в церкви Святого Фомы Аквинского в VII округе Парижа.
В 1906—1914 гг. работал в Опера-Комик, сперва как корепетитор, затем как хормейстер и наконец с 1911 года как дирижёр; в том же году участвовал в гастролях театра в Буэнос-Айресе. В годы Первой мировой войны служил в армии, в том числе как военный лётчик. В 1919—1921 гг. работал в США, дирижируя французским репертуаром в Метрополитен-опера. В 1921—1924 гг. главный дирижёр Опера-Комик, затем музыкальный руководитель Театра Елисейских полей и второй дирижёр Оркестра Падлу. В 1928—1934 гг. возглавлял Оркестр Ламурё, затем в 1934—1940 гг. оркестр Падлу. После Второй мировой войны в 1945—1950 гг. директор Опера-Комик, с которой продолжал сотрудничать как приглашённый дирижёр до конца жизни. С 1949 года работал также и в Парижской опере.
Среди премьер, осуществлённых Вольфом, — оперы Анри Бюссе «Коринфская свадьба» и Жана Краса «Полифем» (обе 1922), «Заблудшая овца» Дариуса Мийо (1923), «Зов моря» Анри Рабо (1924), «Софи Арну» Габриэля Пьерне (1927), «Рике с хохолком» Жоржа Ю и «Анджело, тиран падуанский» Альфреда Брюно (обе 1928), «Сирано де Бержерак» Франко Альфано (1936), «Груди Терезия» Франсиса Пуленка (1947), балет Флорана Шмитта «Маленький эльф Оле-Лукойе» (1924), Четвёртая симфония Альбера Русселя (1934).
В композиторском наследии Вольфа три оперы, две из которых написаны по пьесам Мориса Метерлинка: «Сестра Беатриса» (фр. Sœur Béatrice; 1911, поставлена в 1948 году в Ницце) и «Синяя птица» (фр. L'Oiseau bleu; 1919, премьера в Метрополитен-опера). Вольфу принадлежит также Реквием (1939), концерт для флейты с оркестром (1943), симфония (1947), камерные и хоровые сочинения.
Среди многочисленных записей Вольфа музыкальный критик Артур Блумфилд выделяет Симфонию Сезара Франка с оркестром Ламурё (1931), увертюру Жюля Массне «Федра» с оркестром Опера-Комик (1946) и «Кармен» Жоржа Бизе с Опера-Комик (1951, с участием Сюзанны Жюйоль, Жанин Мишо и Либеро де Лука).